# Paral·lel 81° sud
El paral·lel 81° sud és una línia de latitud que es troba a 81 graus sud de la línia equatorial terrestre. Travessa l'Antàrtida i la seva plataforma de gel.

## Geografia
En el sistema geodèsic WGS84, al nivell de 81° de latitud sud, un grau de longitud equival a 17,471 km; la longitud total del paral·lel és de 6.290 km, que és aproximadament 15,5% de la de l'equador, del que es troba a 8.997 km i a 1.005 km del pol Sud

## Arreu del món
A partir del Meridià de Greenwich i cap a l'est, el paral·lel 81° sud passa per: 
| Zona                                          | Inici                                      | Fi                                         | Longitud (km) |
| --------------------------------------------- | ------------------------------------------ | ------------------------------------------ | ------------- |
| Antàrtida                                     | 81° 00′ S, 39° 33′ O / 81.000°S,39.550°O   | 81° 00′ S, 160° 44′ E / 81.000°S,160.733°E | 3.499         |
| Oceà Antàrtic (barrera de gel de Ross)        | 81° 00′ S, 160° 44′ E / 81.000°S,160.733°E | 81° 00′ S, 150° 00′ O / 81.000°S,150.000°O | 861           |
| Antàrtida                                     | 81° 00′ S, 150° 00′ O / 81.000°S,150.000°O | 81° 00′ S, 72° 36′ O / 81.000°S,72.600°O   | 1.352         |
| Oceà Antàrtic (barrera de gel Filchner-Ronne) | 81° 00′ S, 72° 36′ O / 81.000°S,72.600°O   | 81° 00′ S, 39° 33′ O / 81.000°S,39.550°O   | 578           |